# Karl Löb
Karl Löb, auch Karl Loeb (* 15. März 1910 in Teplitz-Schönau, Österreich-Ungarn; † 20. Januar 1983 in Berlin) war ein deutscher Kameramann.

## Leben
Der Sohn eines Kinobesitzers kam 1927 nach Berlin, wo er ab 1928 Kameraassistent bei Charles Stumar war. Ab 1930 assistierte er Willy Winterstein, gelegentlich fungierte er auch als Co-Kameramann. Unter der Regie des gelernten Kameramanns Carl Hoffmann arbeitete Löb 1936 erstmals als Chefkameramann.
Während des Zweiten Weltkrieges war Löb ab Anfang 1940 Kriegsteilnehmer und beteiligte sich im Dienste der Propagandakompanie der Wehrmacht als Kameramann an regimekonformen Dokumentationen wie Deutschtum in der Slowakei (1943). Auch einige Filmberichte in der Deutschen Wochenschau über den Krieg gegen die Sowjetunion stammen von ihm.
Nach Kriegsende gründete er in Berlin mit dem Fotografen Leo Weisse das Fotoatelier Löb & Weisse, welches vornehmlich Passfotos von Besatzungssoldaten anfertigte. Daneben arbeitete er als Fotograf für das Schloßpark-Theater. 1950 konnte er als Co-Kameramann bei Fritz Arno Wagner zum Film zurückkehren.
Seine große Zeit kam in den 1960er Jahren, als er durch seine Kameraführung erheblichen Anteil am Erfolg der Edgar-Wallace-Filme hatte. Daneben war er auch an einigen Karl-May-Filmen und Dr.-Mabuse-Filmen beteiligt. Seine Grabstätte befindet sich auf dem Friedhof Lichterfelde in Berlin (Abt. V-WR B Nr. 5/6).

## Filmografie
- 1933: Der Judas von Tirol
- 1934: … heute abend bei mir
- 1936: Die Leute mit dem Sonnenstich
- 1937: Signal in der Nacht
- 1937: Ab Mitternacht
- 1939: Die gute alte Zeit
- 1939: Das große Los
- 1939: Der Florentiner Hut
- 1939: Ich bin Sebastian Ott
- 1940: Seitensprünge
- 1940: Krambambuli
- 1943: Deutschtum in der Slowakei (propagandist. Dokumentarfilm)
- 1950: Die tödlichen Träume
- 1951: Die Frauen des Herrn S.
- 1951: Torreani
- 1952: Der Fürst von Pappenheim
- 1952: 1. April 2000
- 1952: Mein Herz darfst Du nicht fragen
- 1953: Fräulein Casanova
- 1953: Die Rose von Stambul
- 1953: Der Vetter aus Dingsda
- 1954: Die tolle Lola
- 1954: Der treue Husar
- 1954: Clivia
- 1954: Schützenliesel
- 1955: Ball im Savoy
- 1955: Der 20. Juli
- 1955: Liebe, Tanz und 1000 Schlager
- 1955: Musik im Blut
- 1956: Die Rosel vom Schwarzwald
- 1956: Der erste Frühlingstag
- 1956: Die schöne Meisterin
- 1957: Einmal eine große Dame sein
- 1957: Die Frühreifen
- 1958: Wenn Frauen schwindeln
- 1958: Ohne Mutter geht es nicht
- 1958: Münchhausen in Afrika
- 1958: Der Stern von Santa Clara
- 1958: Scala – total verrückt
- 1959: Und das am Montagmorgen
- 1959: Melodie und Rhythmus
- 1959: Am Tag, als der Regen kam
- 1959: Aus dem Tagebuch eines Frauenarztes
- 1959: Was eine Frau im Frühling träumt
- 1960: Kein Engel ist so rein
- 1960: Ich zähle täglich meine Sorgen
- 1960: Geschminkte Jugend
- 1960: Die 1000 Augen des Dr. Mabuse
- 1960: Bis dass das Geld Euch scheidet … (mit Kurt Hasse)
- 1960: Sabine und die 100 Männer
- 1961: Die toten Augen von London
- 1961: Der Fälscher von London
- 1961: Im Stahlnetz des Dr. Mabuse
- 1961: Unser Haus in Kamerun
- 1962: Ich kann nicht länger schweigen
- 1962: Die Tür mit den sieben Schlössern
- 1962: Das Gasthaus an der Themse
- 1962: Hochzeit am Neusiedler See
- 1963: Unsere tollen Nichten
- 1963: Der Zinker
- 1963: Das indische Tuch
- 1963: Die Nacht am See
- 1963: Der letzte Ritt nach Santa Cruz
- 1964: Unsere tollen Tanten in der Südsee
- 1964: Der Hexer
- 1964: Unter Geiern
- 1965: Schüsse im 3/4 Takt
- 1965: Neues vom Hexer
- 1965: Old Surehand 1. Teil
- 1966: Lange Beine – lange Finger
- 1966: Der Bucklige von Soho
- 1966: Winnetou und sein Freund Old Firehand
- 1966: In Frankfurt sind die Nächte heiß
- 1966: Das Spukschloß im Salzkammergut
- 1967: Das Rasthaus der grausamen Puppen
- 1967: Der Mönch mit der Peitsche
- 1967: Der Hund von Blackwood Castle
- 1968: Im Banne des Unheimlichen
- 1968: Der Gorilla von Soho
- 1968: Der Mann mit dem Glasauge
- 1969: Dr. med. Fabian – Lachen ist die beste Medizin
- 1969: Die Herren mit der weißen Weste
- 1970: Unter den Dächern von St. Pauli
- 1970: Hurra, wir sind mal wieder Junggesellen!
- 1970: Was ist denn bloß mit Willi los?
- 1970: Wie kommt ein so reizendes Mädchen zu diesem Gewerbe?
- 1971: Die Tote aus der Themse
- 1971: Unser Willi ist der Beste
- 1971: Willi wird das Kind schon schaukeln
- 1972: Grün ist die Heide